# Autodesk Combustion
 (janvier 2024).
Si vous disposez d'ouvrages ou d'articles de référence ou si vous connaissez des sites web de qualité traitant du thème abordé ici, merci de compléter l'article en donnant les références utiles à sa vérifiabilité et en les liant à la section « Notes et références ».
Autodesk Combustion est un logiciel, successeur de Paint and Effects, autrefois appelé Discreet Combustion, abrégé C*. Petit frère de Flame qui en reprend des opérateurs tels le Discreet Keyer ou le tracker.